# Sehima
Sehima es un género de plantas herbáceas de la familia de las gramíneas o poáceas.  Es originario de África, India y Australia. 

## Citología
El número cromosómico básico es x = 10 y 17, con números cromosómicos somáticos de 2n = 34 y 40.

## Especies
| - Sehima beccarii - Sehima ciliaris - Sehima elegans - Sehima galpinii - Sehima inscalptum - Sehima ischaemoides - Sehima kotschyi - Sehima macrostachyum - Sehima nervosa | - Sehima nervosum - Sehima notata - Sehima notatum - Sehima racemosa - Sehima ramosissima - Sehima spathiflorum - Sehima sulcata - Sehima sulcatum - Sehima textilis - Sehima variegata |